# David E. Moncton
David E. Moncton (* 1949) ist ein US-amerikanischer Physiker und Direktor des Nuclear Research Reactors am Massachusetts Institute of Technology in Cambridge, Massachusetts.

## Leben
Moncton erhielt 1975 seinen Ph.D. am Massachusetts Institute of Technology (MIT). Im selben Jahr ging er bis 1982 als Member of Technical Staff an die Bell Laboratories in New Jersey. Danach wurde er bis 1985 Physicist and Group Leader an dem Brookhaven National Laboratory. Bis 1990 war er Senior Research Associate and Group Head der Exxon Corporate Research. Moncton war in leitender Funktion verantwortlich für das Design und den Bau der Advanced Photon Source am Argonne National Laboratory und übernahm später eine leitende Rolle bei der Spallation Neutron Source am Oak Ridge National Laboratory. Zwischen September 2001 und Januar 2004 war er Visiting Professor am MIT, bevor er Direktor des Nuclear Reactor Laboratory und Adjunct Professor of Physics am Massachusetts Institute of Technology wurde.

## Forschung
Moncton verwendet vorwiegend Röntgen- und Neutronenstreuung zur experimentellen Erforschung kondensierter Materie. Zu seinen bekanntesten Arbeiten gehören Untersuchungen von Ladungsdichtewellen und von Ordnungsphänomenen in dünnen Filmen von Flüssigkristallen.

## Preise und Auszeichnungen
1982 wurde er zum Fellow der American Physical Society ernannt. 2005 erhielt er den Leo Szilard Lectureship Award der American Physical Society. Für seine Arbeiten mit Synchrotron-Röntgenstrahlung wurde er im Jahr 1987 mit dem Ernest Orlando Lawrence Award ausgezeichnet.